# Hejná
Obec Hejná (německy Heyna, v letech 1939–1945 Heinau) se nachází v okrese Klatovy, kraj Plzeňský. Žije zde 152 obyvatel.

## Historie
První písemná zmínka o obci pochází z roku 1045.

## Obecní správa
V letech 1850–1879 k obci patřily Boubín a Velké Hydčice.

## Pamětihodnosti
- Kostel svatého Jakuba a Filipa
- Kaplička
- Archeologické naleziště Rýžoviště-sejpy
- Přírodní rezervace Pučanka

## Galerie

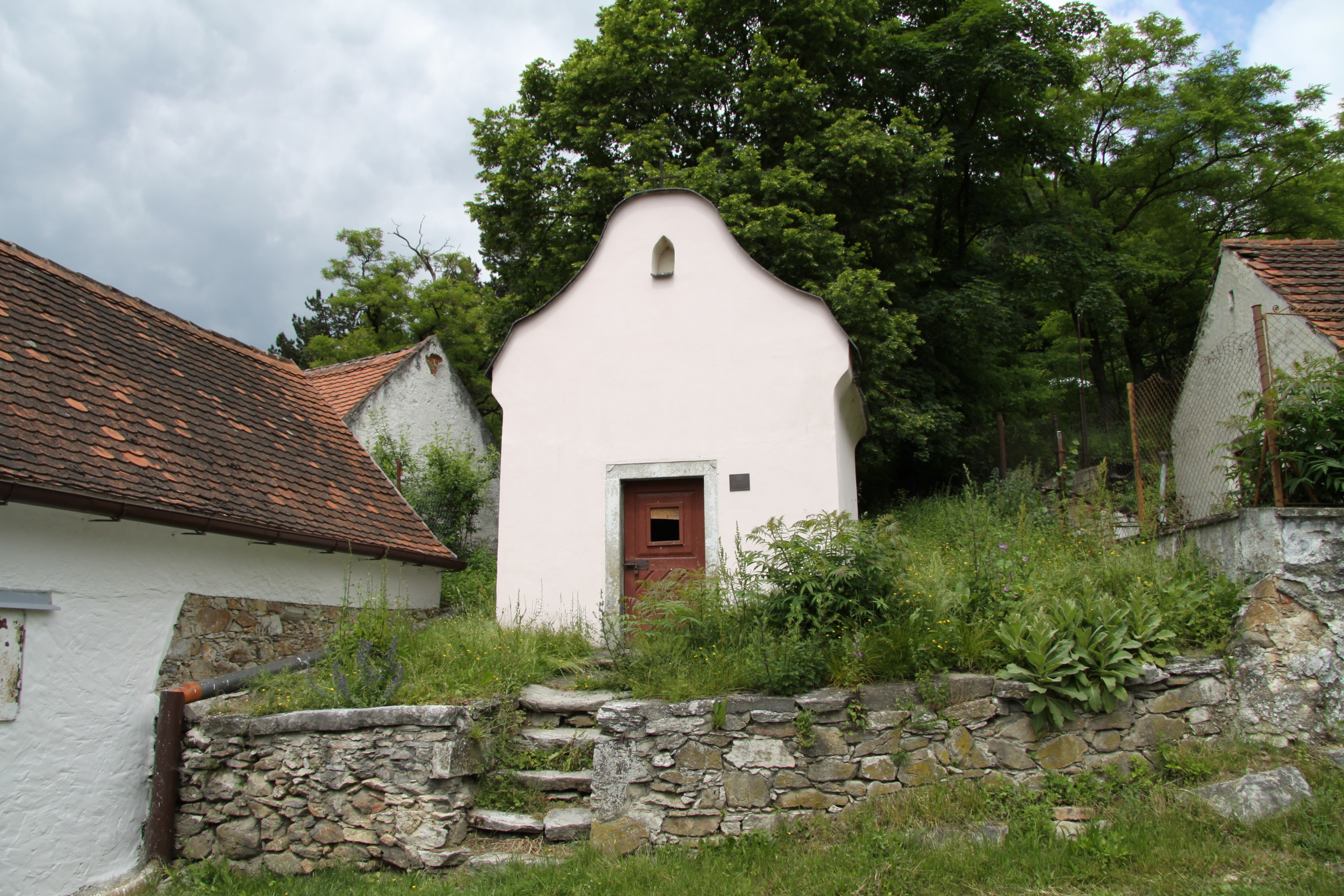
Kaplička
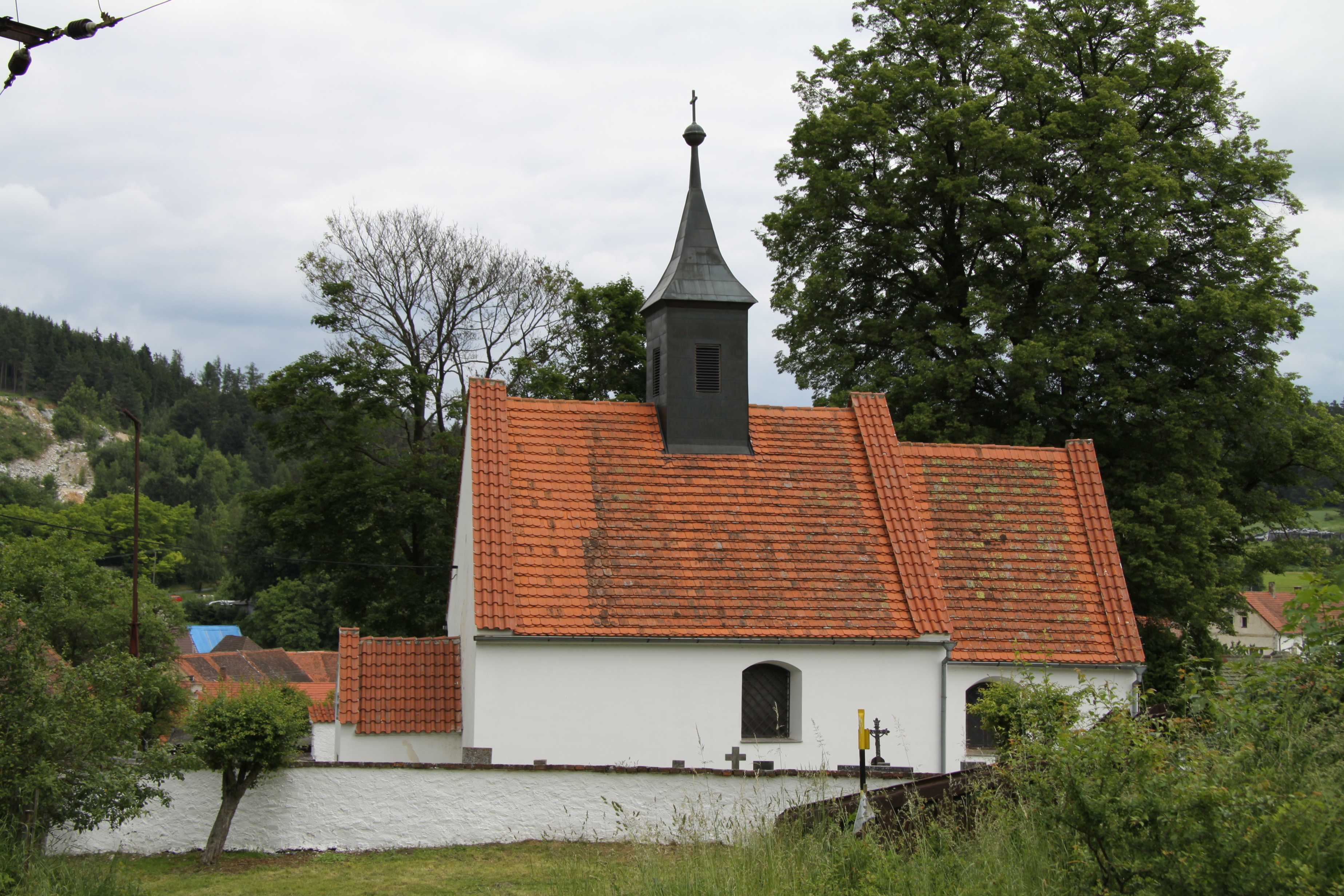
Kostel
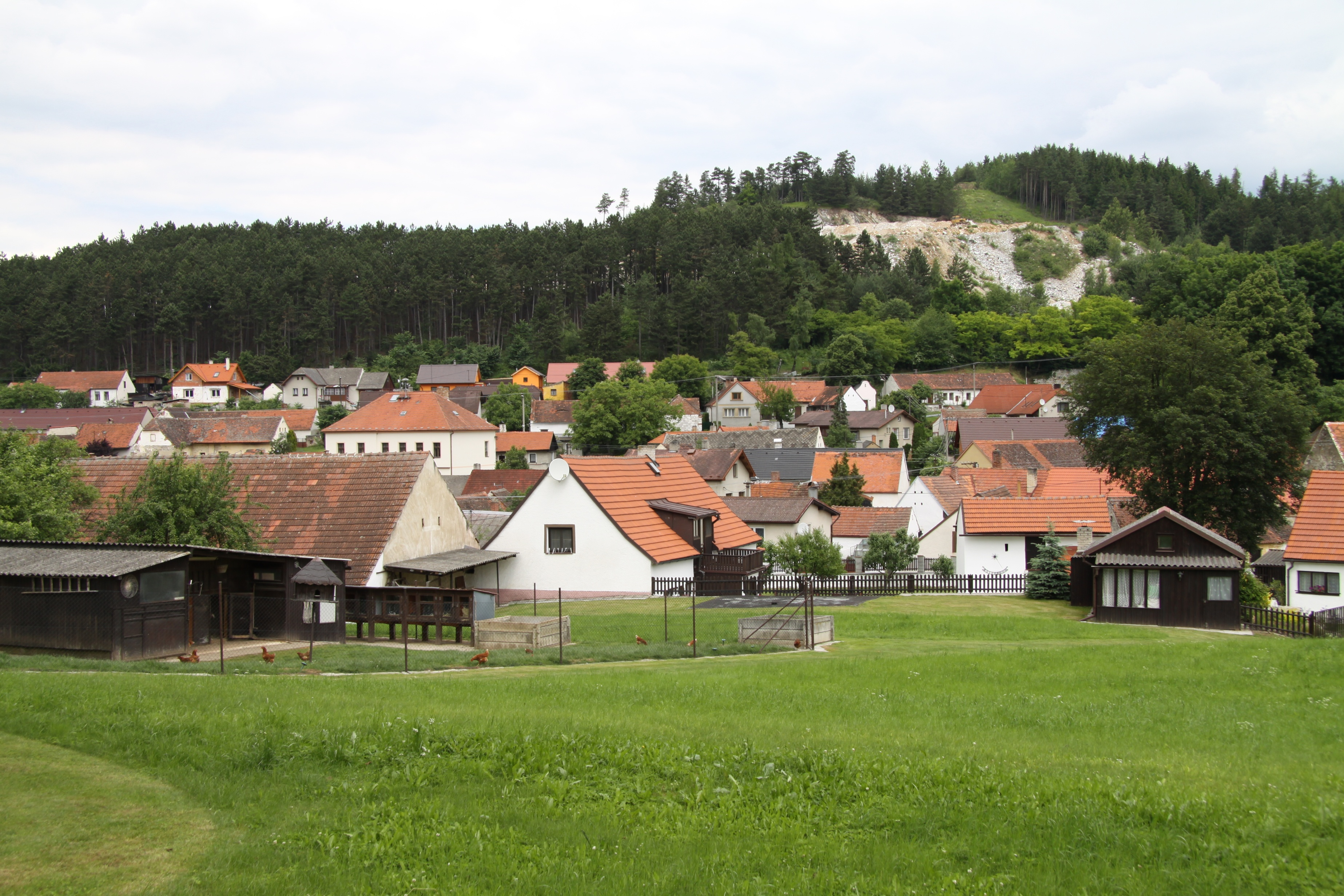
Z dálky
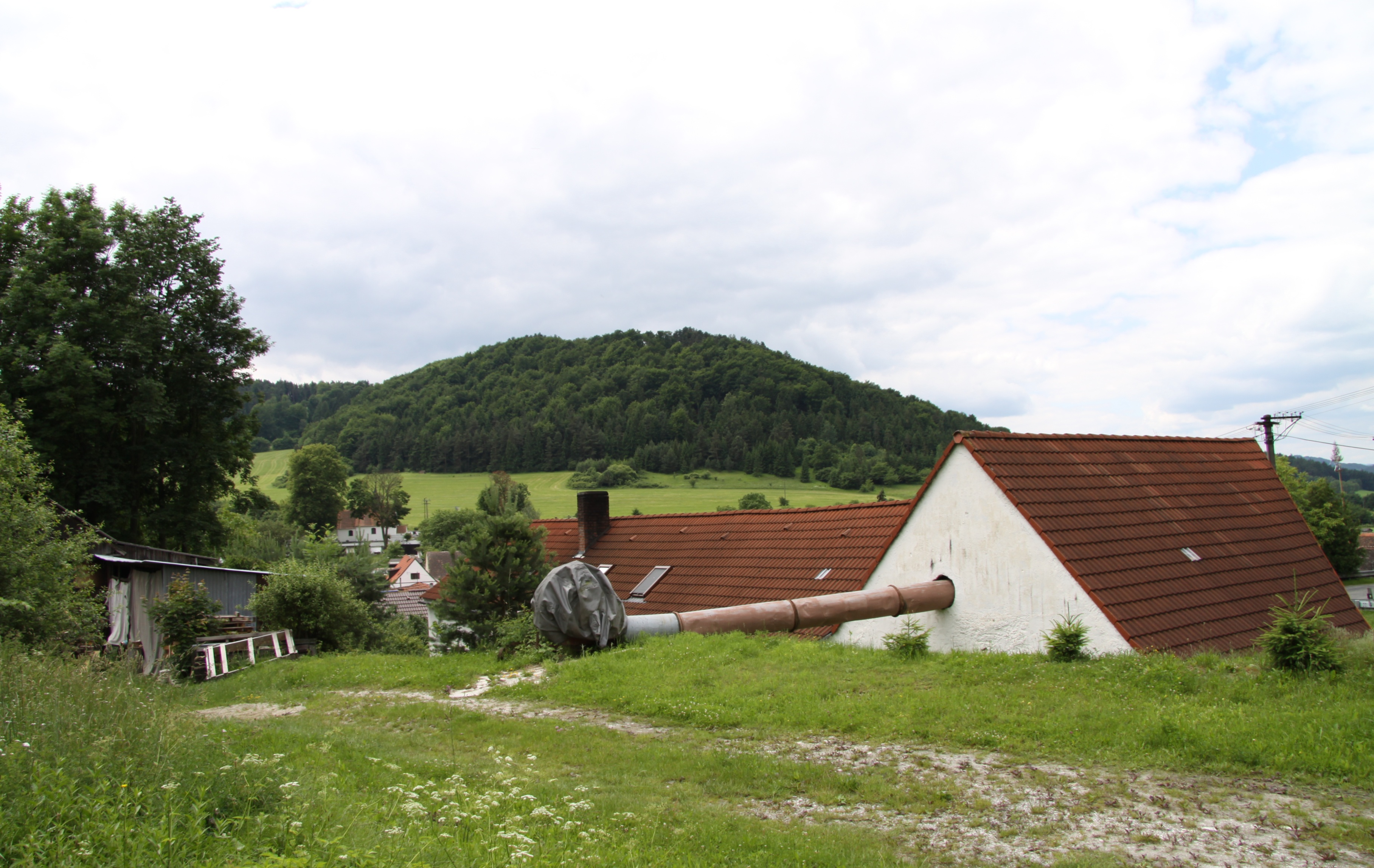
Chalupy